# Caunay
Caunay korábbi község Franciaország Új-Aquitania régiójában, Deux-Sèvres megyében. 2025. január 1-jén négy másik korábbi községgel egyesült és az így létrejött Sauzé-entre-Bois új község része lett.
Lakosainak száma 176 fő (2022. január 1.). Caunay Clussais-la-Pommeraie, Mairé-Levescault, Vanzay és Chaunay községekkel határos.

## Népesség
A település népességének változása:
| Lakosok száma | 176  | 184  | 181  | 180  | 178  | 177  | 176  | 176  |
|               | 2013 | 2015 | 2017 | 2018 | 2019 | 2020 | 2021 | 2022 |